# Еберсвилер
Еберсвилер (фр. Ebersviller) насеље је и општина у североисточној Француској у региону Лорена, у департману Мозел која припада префектури Буле Мозел.
По подацима из 2011. године у општини је живело 889 становника, а густина насељености је износила 63,18 становника/km². Општина се простире на површини од 14,07 km². Налази се на средњој надморској висини од 235 метара (максималној 351 m, а минималној 210 m).

## Демографија
| 1962. | 1968. | 1975. | 1982. | 1990. | 1999. | 2011. |
| ----- | ----- | ----- | ----- | ----- | ----- | ----- |
| 430   | 499   | 472   | 502   | 588   | 660   | 889   |

График промене броја становника у току последњих година